# Ераково (Вологодская область)
Ераково — деревня в Вытегорском районе Вологодской области.
Входит в состав Кемского сельского поселения, с точки зрения административно-территориального деления — в Кемский сельсовет.
Расстояние до районного центра Вытегры по автодороге — 138,5 км, до центра муниципального образования посёлка Мирный по прямой — 21 км. Ближайшие населённые пункты — Борисово, Великий Двор, Ерчино.
По данным переписи в 2002 году постоянного населения не было.